# 北の打ち師達
北の打ち師達（きたのうちしたち）は、日本の2人組男性YouTuber。愛称は北打ち。UUUM所属。

## 概要
2010年11月5日から活動を開始する。
人気楽曲などでパフォーマンスしたヲタ芸動画や24時間生活・1週間生活企画など、独自性の高いユーモアなネタと高い編集技術に定評があり、2021年3月時点でメインチャンネルとサブチャンネルのチャンネル登録者数の合計は約128万人、動画再生回数の合計は5億5000万回を超えている。
また、現在は2人のみでの活動を行っているが、結成当初はパフォーマー5名に加え、撮影/編集担当1名が在籍していた。ふぇるととはるくんの上京に伴い、北海道に残ったメンバーとは疎遠気味となった。

### 2人の出会い
メインメンバーであるふぇるととはるくんは、それぞれ違う中学校に通っていたものの、お互い野球部に所属し、同じ地区の試合で対戦していたため、中学生の頃からそれぞれ面識があった。
その後、同じ高校に進学し、ふぇるとがはるくんのヲタ芸動画を視聴したことをきっかけに北の打ち師達に加入する。

## メンバー、元裏方、元メンバー
ふぇると
1995年4月27日（30歳）
北海道出身。血液型B型。
北の打ち師達のメインメンバーの一人。ヲタ芸メンバーの中で一番のテクニックがあると言われている。
2014年頃から2016年末にかけては、ヲタ芸のプロであり創始者とも言われるGinyuforcE(旧:ギニュ〜特戦隊)というチームにも所属し、エースとして活躍していた。
偶々動画サイトを視聴していた際にヲタ芸と出会い、暗闇に輝くサイリウムの格好良さと本格的なパフォーマンスに魅了され、ヲタ芸を始める。
教師を志望しており、大学進学後の2017年には母校で教育実習を行うために1ヶ月程、北海道に帰省した。
はるくん
1995年9月13日（29歳）
北海道出身。血液型O型。
アイドル好きで友人がヲタ芸をしていたことを機にヲタ芸を始め、文化祭でヲタ芸を披露したことをきっかけにYouTube活動を開始する。
2019年11月にFRIDAYがフジテレビアナウンサー（現・フリーアナウンサー）の久代萌美との熱愛を報じ、2020年6月に週刊文春が「婚約した」と報じた。同年12月31日（大晦日）に結婚が報じられた。
のぶ
本名：不明
性別：男性
出身地：北海道
生年月日：1995年3月2日
身長：不明
体重：不明
出身高校：北海道滝川高等学校
出身大学：立教大学
北の打ち師達の元裏方。
たくてぃー
本名：不明
生年月日：1995年6月28日
身長：184cm
出身地：北海道
出身高校・在籍大学：不明
北の打ち師達の元メンバー。
ちゃぴ
本名：不明
生年月日：1995年12月30日
身長：不明
出身地：北海道
大学：沖縄
北の打ち師達の元メンバー。
いむ
本名：不明
生年月日：1996年9月16日
身長：不明
出身地：北海道
出身高校：北海道滝川高等学校
大学：不明
北の打ち師達の元メンバー。